# نینا جی
نینا جی (انگلیسی: Ninna-ji) یک معبد بودائی در ژاپن است که توسط امپراتور اودا در سال ۸۸۸ قبل از میلاد در غرب کیوتو ساخته شده‌است.
تالار طلایی معبد بودایی شینگون واقع در مجموعهٔ نینا جی، یکی از ۱۷ آثار تاریخی و باستانی کیوتو است که در فهرست میراث جهانی یونسکو در ژاپن، به‌ثبت رسیده‌است.